# Salfranken

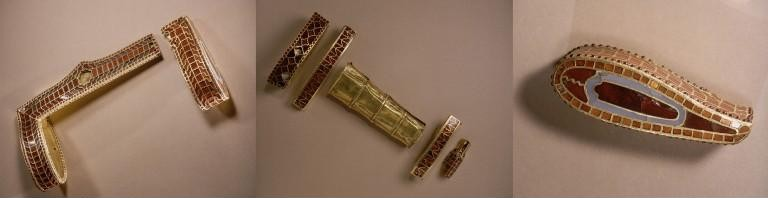
Schwertgriff-Teile des salfränkischen Königs Childerich I.

Als Salfranken (auch salische Franken, Salier oder Westfranken) wird ein etwa im 4. Jahrhundert als eigenständig angenommener Teilstamm der Franken bezeichnet. Sie sollen ursprünglich vom Niederrhein bis zum Salland an der IJssel gelebt und sich dann in Toxandrien und später im Raum Tournai (Hennegau) angesiedelt haben.
Das Königsgeschlecht der Merowinger, das im 5. und 6. Jahrhundert alle fränkischen Teilstämme und andere benachbarte Gebiete unterwarf und so das Frankenreich begründete, wird traditionell den Salfranken zugerechnet. In den antiken Quellen und daher auch in der Forschungsliteratur werden die Salfranken als „Salier“ (Salii) bezeichnet. Sie haben allerdings mit dem hochmittelalterlichen Herrschergeschlecht der Salier (10.–12. Jh.) wenig zu tun und nur die allgemeine Zugehörigkeit zu den Franken gemein.
Die ältere Forschung nahm an, die „Salier“ hätten neben den Ripuariern (Ripuarii) eine Art fränkischen Hauptstamm gebildet. Als Ergebnis dieser Zweipoligkeit deutete man die beiden Rechtstexte Lex Salica und Lex Ripuaria. Diese Sicht ist heute überholt. Sogar die Existenz einer ethnischen Einheit namens Salier wird mittlerweile bestritten, wenn auch nicht ohne Gegenstimmen. Vermutlich waren die Salier kein Stammesname, sondern eine (ethnisch fehlinterpretierte) Bezeichnung verschiedener römischer Schriftsteller für die Anhänger bestimmter, möglicherweise fränkischer Gefolgschaften.

## Ansiedlung in Toxandrien
Die Salier sind erstmals für das Jahr 357 bezeugt und könnten ursprünglich in dem nach ihnen benannten Salland in der niederländischen Provinz Overijssel beheimatet gewesen sein. Im Jahr 358 überschritten sie den Rhein nach Südwesten und fielen über die Betuwe in das Römische Reich ein.
Die Römer konnten sich gegen die fränkischen Vorstöße erfolgreich zur Wehr setzen. Statt die nach Westen vorgedrungenen Franken zu vertreiben, gestattete ihnen der spätere Kaiser Julian im Jahr 358 (zu dieser Zeit noch Caesar, d. h. Unterkaiser, unter Constantius II.), sich in Toxandrien anzusiedeln, einer zu dieser Zeit dünn besiedelten Landschaft innerhalb der römischen Provinz Belgica II. Im Gegenzug standen die fränkischen Krieger dort im militärischen Dienst der Römer. Dieser Teil der Franken, seitdem als salische Franken oder Salfranken bezeichnet, war nun von den weiter östlich auf der rechtsrheinischen Seite siedelnden fränkischen Stämmen für längere Zeit räumlich getrennt. Die von den Römern vorgenommene Integration der Salfranken innerhalb des Römischen Reiches war insoweit erfolgreich, als es für fast hundert Jahre in diesem Gebiet ruhig blieb. Im Gegensatz dazu kam es immer wieder zu Auseinandersetzungen der Römer mit den Rheinfranken.
In Toxandrien blieben die Salfranken bis zum Beginn des 5. Jahrhunderts. Ob sie an den kriegerischen Unternehmungen der übrigen Franken beteiligt waren, ist unklar. Als ein Anführer im frühen 5. Jahrhundert wird in späteren Quellen ein König Faramund genannt, der aber als eine Sagengestalt gilt und nicht historisch gesichert ist.

## Ansiedlung um Cambrai und Tournai

Karte zur Übersiedlung der Salfranken (gelb) aus den Gebieten Toxandrien und Betuwe ins Gebiet um Tournai

Ab 440 drangen Salfranken unter ihrem König Chlodio über den Kohlenwald nach Westen Richtung Arras und Cambrai vor. Der weströmische Heermeister Aetius konnte sie 448 besiegen, doch erlaubte er ihnen als Föderaten in den neuen Siedlungsgebieten, im Bereich zwischen Somme und Schelde, zu bleiben. Dort bestanden mehrere als salfränkisch bezeichnete Kleinkönigreiche. Eines lag um Tournai – hier sind  Merowech und sein Sohn Childerich I. bezeugt –, ein anderes um Cambrai und mindestens ein weiteres lag um einen heute unbekannten Mittelpunkt. Diese Salfranken kämpften auf den Katalaunischen Feldern auf Seiten der Römer. Die Verträge mit Aetius hatten bis zu seinem Tod im Jahr 454 beziehungsweise bis zum Tod des Kaisers Valentinian im Jahr 455 Gültigkeit.

## Aufstieg zur Großmacht
Der „salfränkische“ Kleinkönig Childerich I. erlangte den einflussreichen Rang eines in römischen Diensten stehenden Föderatenbefehlshabers mit Zuständigkeit für einen Militärsprengel innerhalb der Provinz Belgica II. Er kämpfte anscheinend auf Seiten des römischen Befehlshabers Aegidius gegen die Westgoten und gegen Sachsen, die sich an der Loire-Mündung angesiedelt hatten. Allerdings erlaubt die spärliche Quellenlage keine genaue Einschätzung von Childerichs Verhältnis zu Aegidius, der sich 462/63 gegen die weströmische Regierung erhob; es ist durchaus möglich, dass beide auch Rivalen waren. Durch den Rang als römischer Befehlshaber dürfte Childerich bereits über die anderen salfränkischen Könige hinausgewachsen sein. Sein Sohn Chlodwig erbte diese Stellung im Jahr 481 oder 482 und konnte sich auch gegenüber den übrigen salfränkischen Kleinkönigen, wie Ragnachar und Chararich, endgültig durchsetzen, so dass er zum einzigen König der Salfranken aufstieg. Er begann anschließend seinen Machtbereich nach Südwesten zu erweitern, indem er 486/87 den römischen Machthaber Syagrius angriff und besiegte. Später gelang es Chlodwig auch, sich gegen die rheinfränkischen Kleinkönige durchzusetzen und die bis dahin noch unabhängige Francia Rhinensis unter seine Herrschaft zu bringen. Die Rheinfranken machten Chlodwig durch Schilderhebung nun auch zu ihrem König, so dass damit erstmals die Gesamtheit der fränkischen Stämme in einem Reich vereinigt war.
Bereits ab der Mitte des 5. Jahrhunderts verschwindet der von der heutigen Forschung als „nebulös“ apostrophierte Stamm der Salfranken aus den Quellen.

## Salfränkische Herrscher
- Chlodio 2. Viertel des 5. Jahrhunderts
- Merowech um 455 oder 460
- Childerich I. 457/63–482
- Ragnachar Ende des 5. Jahrhunderts
- Chararich Ende des 5. Jahrhunderts